# Weather Report
Weather Report var en amerikansk musikgrupp som räknas som en av de tidigaste och mest inflytelserika jazzfusion-grupperna. Gruppen bildades 1970 av keyboardisten Joe Zawinul och Miroslav Vitouš tillsammans med saxofonisten Wayne Shorter. Båda Zawinul och Shorter hade tidigare bland annat spelat med Miles Davis. Weather Report upplöstes 1986 men har efter uppbrottet givit ut ett antal samlings- och livealbum.

## Medlemmar (urval)
- Joe Zawinul - keyboards (1970-1986)
- Wayne Shorter - saxofon (1970-1986)
- Miroslav Vitouš - kontrabas elbas (1970-1973)
- Airto Moreira - slagverk (1970-1971)
- Alphonse Mouzon - trummor (1970-1971)
- Eric Gravatt - trummor (1971-1973)
- Dom Um Romão - slagverk (1971-1974)
- Alphonso Johnson - bas (1974-1976)
- Ishmael Wilburn - trummor (1974)
- Skip Hadden - trummor (1974)
- Leon "Ndugu" Chancler - trummor, slagverk (1975)
- Alyrio Lima - slagverk (1975)
- Chester Thompson - trummor (1975)
- Narada Michael Walden - trummor (1975)
- Don Alias - slagverk (1975)
- Jaco Pastorius - bas (1976-1981)
- Alex Acuña - trummor, slagverk (1976-1977)
- Manolo Badrena - sång, slagverk (1976-1977)
- Peter Erskine - trummor (1978-1982)
- Robert Thomas, Jr. - slagverk (1980)
- Victor Bailey - bas (1982-1986)
- Omar Hakim - trummor (1982-1986)
- Jose Rossy - slagverk (1982-1986)
- Mino Cinelu - slagverk (1985-1986)

## Diskografi

### Studioalbum
- 1971 - Weather Report
- 1972 - I Sing the Body Electric
- 1973 - Sweetnighter
- 1974 - Mysterious Traveller
- 1975 - Tale Spinnin'
- 1976 - Black Market
- 1977 - Heavy Weather
- 1978 - Mr. Gone
- 1980 - Night Passage
- 1982 - Weather Report
- 1983 - Procession
- 1984 - Domino Theory
- 1985 - Sportin' Life
- 1986 - This Is This

### Livealbum
- 1972 - Live In Tokyo
- 1979 - 8:30
- 2002 - Live and Unreleased
- 2011 - Live in Berlin 1975
- 2011 - Live in Offenbach 1978
- 2011 - Live in Cologne 1983

### Singlar
- 1973 - 125th Street Congress / Will
- 1973 - Boogie Woogie Waltz (Stereo) / Boogie Woogie Waltz (Mono)
- 1978 - Birdland
- 1978 - River People / The Pursuit of the Woman With the Feathered Hat
- 1986 - This Is This / Face the Fire

### Samlingsalbum
- 1993 - Starbox
- 1994 - Collection
- 1996 - Birdland
- 1996 - This Is Jazz, Vol 10: Weather Report
- 1998 - This Is Jazz, Vol 40 - The Jaco Years
- 2001 - Jazz Collection
- 2002 - Live and Unreleased
- 2002 - The Best of Weather Report
- 2008 - Collections